# Sabelhäck

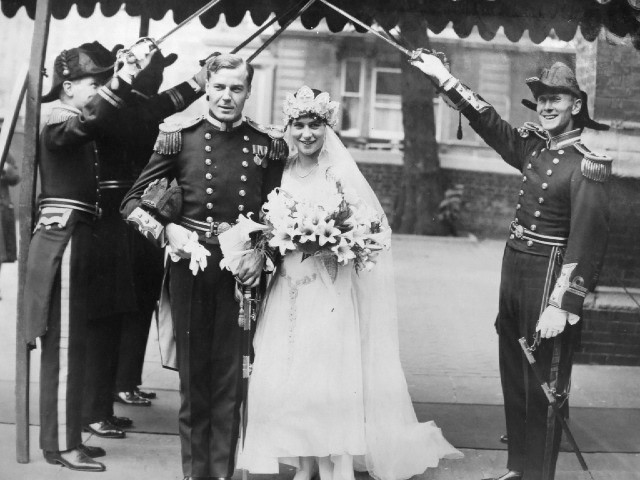
Sabelhäck.

En sabelhäck eller järnvalv är en hedersvakt som förekommer på bröllop och utförs vanligen av militärer med hjälp av blankvapen.
Sabelhäck utförs genom att vakten ställer upp två och två mot varandra utanför vigsellokalen. När brudparet är på väg ut fälls vapnen framåt så att de bildar ett valv genom vilket brudparet passerar. 